# Osuchów-Parcela (Osuchów w województwie wielkopolskim)
Osuchów-Parcela – przysiółek w Polsce położona w województwie wielkopolskim, w powiecie kaliskim, w gminie Koźminek. Miejscowość wchodzi w skład sołectwa Osuchów.
W latach 1975–1998 miejscowość administracyjnie należała do województwa kaliskiego.